# 豆卢贵妃
豆盧貴妃（662年—740年5月28日），河南郡洛阳县（今河南省洛阳市东）人，唐睿宗的貴妃，慕容燕皇族旁支后裔。汾州刺史豆盧欽肅之女。
儀鳳元年（676年），15歲的豆盧氏嫁给皇子李旦為妾，封號孺人。文明元年（684年）李旦為皇帝，豆盧氏封為贵妃。武則天稱帝，豆盧氏又被降為孺人。豆盧氏為人小心謹慎，因此在武則天時代平安無事。武則天殺李隆基的母親竇德妃後，年幼的李隆基就由豆盧氏照顧。
神龍初年唐中宗在位時，豆盧氏的伯父豆卢钦望上表請求讓她離開皇室回家生活，得到了准許。開元年間，李隆基下詔特别賜予她二百户食邑。開元二十八年四月，豆盧氏薨於長安城親仁里，年八十歲，七月二十五日以貴妃之禮葬於河南龍門鄉之原，但没有附葬於睿宗的橋陵。

## 生平
鮮卑族人，出身於慕容皇族旁支昌黎豆盧氏，其父為汾州刺史豆盧欽肅。
豆盧氏生於龍碩二年，與丈夫李旦同年。儀鳳元年，十五歲的豆盧氏嫁給相王李旦為妾，為正五品的孺人。
文明元年(684年)，李旦之母武則天廢中宗李顯，改立弟弟相王李旦登基，是為唐睿宗。時年二十三歲的豆盧氏晉升為貴妃，擁有宮中僅次於皇后的地位。兩人結婚多年卻仍膝下無子，於是睿宗命其撫養柳氏所出的惠莊太子李撝，不過母子兩人關係不甚親密。
武則天掌權的期間，豆盧氏被貶為孺人，但由於安守本分，加上劉氏、竇氏等皆為武則天所殺，因此豆盧氏不但不受鬥爭影響，反倒成為嬪妃之首。由於李隆基的母親竇德妃遭武則天迫害而死，為避免李隆基受到如母親一般的遭遇，於是豆盧氏與竇德妃二姊竇淑肩負起撫養李隆基的責任，並利用自己的身分庇護未來的玄宗李隆基。
武周政權結束後，神龍元年，睿宗的哥哥中宗李顯再度登基。此時在伯父豆盧欽望的請求之下，豆盧氏獲得恩准「出內」回家生活，她的宮廷生活就此畫下句點。其原因至今仍無法確定，一說是由於李旦與豆盧氏之間的關係產生了嫌隙，為了顧及皇室及豆盧家族的顏面不得以實行分居。另一說是伯父豆盧欽望擔心姪女淪為政治鬥爭的犧牲品，甚至牽連自己，於是出此計謀。也有人認為豆盧氏歷經武周時代，因為看破了宮中鬥得你死我活的生活，遂請求伯父幫助她離開後宮。
開元年間，李隆基感念豆盧氏養育之恩，下詔特別賜予她二百戶食邑，儘管衣食無慮，由於長年獨居仍舊相當孤單。開元二十八年四月，豆卢贵妃重病，唐玄宗多次派出御医治疗，本人也亲自前往探望，四月甲申（740年5月28日），豆卢贵妃在長安城親仁里去世，虚岁七十九。唐玄宗以貴妃之禮將豆盧氏安葬於今日河南洛陽市龍門鎮花園村，但並未與丈夫李旦合葬。

## 身後
豆盧氏之墓位於今日河南洛陽市龍門街道花園村，唐代上層貴族大多葬於此。除了豆盧貴妃之墓，另外還有兩座墓屬於豆盧家族，其中包含豆盧氏的弟弟豆盧恕也長眠於此地，可推測該區域為豆盧家族墓地。墓葬坐北向南，邊長約二十二公尺，近似正方形結構，搭建材料以磚塊為主。墓的上方以夯土堆積而成的封土殘高六點五公尺。
整個墓葬分為墓道、過洞、甬道、墓室四個部分。墓道以夯土填實，兩側皆塗有草拌泥與白灰，繪有建築、花草、宮女等圖案，但由於受力而破碎，能夠辨識的已所剩無幾。過洞位於墓室北側，頂部為拱門造型但已為盜墓者破壞，底部乃傾斜約二十五度的斜坡。 甬道用磚塊堆砌而成，隙縫則用白灰填補，同樣是拱門造型，並且也有受到盜墓者侵擾的跡象，但不同的是其路面是平坦的。甬道後段仍保留了豆盧氏墓誌以及墓獸、陶製俑、白瓷釉等陪葬品。甬道與墓室之間有一道封門牆，牆下擺設著兩個鐵釜，壁面用磚塊以人字形方式堆砌。墓室大門以青石為原料，並用銅製的鎖鎖住，左邊門扉繪有一位武官，另一邊則是一名文官。墓室位於甬道北端偏西，頂部為穹頂式設計，四周牆壁呈現外弧形，墓室西部放置有一個由石材製成的棺材，刻有雲氣紋、猛獸、禽鳥與花草等紋路。

## 家庭

### 曾祖
- 豆卢宽，唐朝礼部尚书，光祿大夫，赠特进、并州大都督、定公

### 祖父
- 豆卢仁业，唐朝右武卫大将军，赠太子少保、敬公

### 父母
- 豆盧欽肅，唐朝并州晋阳县县令，赠汾洲刺史
- 河南阎氏，唐朝吏部尚书、大安康公阎立德孙女，司农少卿、大安公阎邃长女，封贵乡郡君

### 兄弟姐妹
- 豆卢氏，陈王武敬先王妃
- 豆盧恕，貴妃之弟，忠武將軍、左衛翊一府中郎將、上柱國、平原郡公